# Список найбільш продаваних автомобілів світу 2013
Десять найбільш продаваних автомобілів за підсумками 12 місяців 2013 року.
| Модель                                                 | Фото |
| ------------------------------------------------------ | ---- |
| 1. Toyota Corolla продано: 1,245,404 автомобілів       |      |
| 2. Ford Focus продано: 1,107,253 автомобілів           |      |
| 3. Ford F-series продано: 897,445 автомобілів          |      |
| 4. Hyundai Elantra‎ продано: 861,417 автомобілів        |      |
| 5. Volkswagen Golf продано: 824,629 автомобілів        |      |
| 6. Toyota Camry продано: 791,815 автомобілів           |      |
| 7. Ford Fiesta продано: 735,299 автомобілів            |      |
| 8. Chevrolet Cruze продано: 734,656 автомобілів        |      |
| 9. Honda CR-V продано: 726,961 автомобілів             |      |
| 10. Volkswagen Polo/Vento продано: 725,291 автомобілів |      |